# Jean-Louis Nicot
Jean-Louis Nicot (* 1911; † 2004) war ein französischer Luftwaffengeneral. Er wurde in Zusammenhang mit dem gescheiterten Putsch des französischen Militärs während des Algerienkriegs 1961 verhaftet.

## Leben
Nicot schloss die Militärschule Saint-Cyr ab und trat eine Karriere in der Luftwaffe an. Während des Zweiten Weltkriegs war Nicot als Bomberpilot eingesetzt, nahm an den Kämpfen von 1940 teil und zeichnete sich beim Vordringen der alliierten Truppen in Deutschland  aus.
Nicot meldete sich für den Dienst in Französisch-Indochina freiwillig. Im August 1953 wurde er Chef der Transportflugzeugflotte der französischen Luftwaffe. In dieser Funktion protestierte er in der Planungsphase gegen die Schlacht um Điện Biên Phủ, da diese aus der Luft mit dem ihm gegebenen Mittel nicht zu versorgen sei.
Während des Algerienkriegs spielte er eine untergeordnete Rolle im gescheiterten Putschversuch hoher Offiziere gegen die Regierung. Nicot wurde 1961 in Tulle inhaftiert. Er wurde 1968 freigelassen.